# James Figg
James Figg (ur. 1695 w Thame, zm. 7 grudnia 1734 w Londynie) – angielski bokser z okresu walk na gołe pięści.
Pochodził z biednej rodziny. Karierę rozpoczął od występów na jarmarkach jako atleta i szermierz zanim do repertuaru wprowadził walki na gołe pięści. Popularyzował je wędrując po Anglii i urządzając walki pokazowe.
W 1719 otworzył przy Tottenham Court Road w Londynie English School of Arms and Art of Self-Defense Academy i ogłosił się mistrzem bokserskim. W obronie tytułu zmierzył się między innymi z  Timothy Buckiem, Tomem Sokesem, Billym Flandersem i Chrisem Clarksonem oraz kilkakrotnie z Nedem Suttonem. Jedną z walk z Suttonem przegrał i była to jedyna porażka w jego karierze, w której stoczył ok. 250 pojedynków. W roku 1730 zakończył karierę i zrezygnował z tytułu mistrza (według części źródeł ostatnią walkę stoczył w 1731). Następcami byli jego uczniowie Tom Pipes, George Taylor i Jack Broughton.
W roku 1992 został wybrany do International Boxing Hall of Fame.